# Nidaa Badwan
Nidaa Badwan (Emiratos Árabes Unidos, 17 de abril de 1987) es una artista palestina contemporánea especializada en fotografía.

## Trayectoria
Nacida en Emiratos Árabes Unidos, Badwan se trasladó a Gaza cuando estaba en sexto curso y pasó un año trabajando en Amán, tras completar su licenciatura en Bellas Artes en la Universidad Al-Aqsa de Palestina.
Badwan es una artista conocida por su obra 100 Days of Solitude (100 días de soledad), para la que pasó un largo periodo de tiempo creando un hermoso espacio en su habitación donde podía aislarse y escapar de la realidad de Gaza. Dice que vivir en una ciudad en la que "perdió derechos básicos como ser humano" la inspiró a "crear un mundo alternativo" en su habitación. Este proyecto se compone de 25 autorretratos fotográficos tomados en esa habitación desde el 13 de noviembre de 2013 que la retratan durante sus veinte meses de exilio autoimpuesto, iniciado tras sufrir abusos por parte de miembros de Hamás en Gaza, por no llevar el velo islámico.
Su historia, relatada en una entrevista en el New York Times, le aportó reconocimiento internacional, citada por muchos otros periódicos, revistas y televisiones de todo el mundo (como ZDF, France24 y Sky Arte). Tras los años de Palestina, se trasladó a la República de San Marino, donde también trabajó como profesora universitaria en la Universidad de Diseño de la República de San Marino. Desde septiembre de 2017, la artista vive en Italia.
Sus exposiciones han recorrido y recorren el mundo: tras la primera en Jerusalén, numerosas exposiciones en Italia, San Marino, Dinamarca, Alemania, Estados Unidos, España y Emiratos Árabes Unidos. En 2016, fue seleccionada para The 2016 Sovereign Middle East & North Africa Art Prize Finalists, un premio para los 30 mejores artistas del mundo árabe. En 2017, fue ponente en la conferencia de la UNESCO celebrada en Cartago (Túnez). También en 2017, el municipio de Monte Grimano Terme, Italia, concedió a Nidaa un espacio para ella sola en pleno centro histórico de esta pequeña localidad, inserta en el club "Pueblos más bonitos de Italia". Este lugar será su "nueva habitación". La inauguración tuvo lugar en presencia de numerosas autoridades, entre ellas el cónsul de Palestina en Italia.
En 2019, incluyeron su nombre en el Paseo de la Fama de Montecatini-Terme, situado en Montecatini-Terme e inspirado en el Paseo de la Fama de Hollywood.
Entre 2021 y 2022, se estrenó como actriz de cine en el filme Ritratto di donna in un paesaggio, dirigido por Andrea Laquidara. En mayo de 2022, realizó talleres en la Academia de Bellas Artes de Nápoles, en los que participaron los estudiantes de los cursos de Pintura, Decoración, Diseño de Moda, Fotografía y Escenografía. Ha expuesto en la misma institución sola y acompañada de Omar Ibrahim.